# Humedad relativa
La humedad relativa (RH) es la relación entre la presión parcial del vapor de agua y la presión de vapor de equilibrio del agua a una temperatura dada. La humedad relativa depende de la temperatura y la presión del sistema de interés. La misma cantidad de vapor de agua produce una mayor humedad relativa en el aire frío que en el aire caliente. Un parámetro relacionado es el del punto de rocío.

## Definición
La humedad relativa {\displaystyle (RH}o {\displaystyle \phi )}de una mezcla de aire y agua se define como la relación de la presión parcial de vapor de agua {\displaystyle (p_{\mathrm {H_{2}O} })}en la mezcla a la presión de vapor de equilibrio del agua {\displaystyle (p_{\mathrm {H_{2}O} }^{*})}sobre una superficie plana de agua pura a una temperatura dada:
{\displaystyle \phi ={\frac {p_{\mathrm {H_{2}O} }}{p_{\mathrm {H_{2}O} }^{*}}}.}
La humedad relativa normalmente se expresa como un porcentaje; un mayor porcentaje significa que la mezcla de aire y agua es más húmeda. Al 100 % de humedad relativa, el aire está saturado y se encuentra en su punto de rocío.

## Significado

### Control climático
El control de clima se refiere al control de la temperatura y la humedad relativa en edificios, vehículos y otros espacios cerrados con el fin de brindar confort humano, salud y seguridad, y de cumplir con los requisitos ambientales de máquinas, materiales sensibles (por ejemplo, históricos) y procesos técnicos.

### Humedad relativa y confort térmico
Junto con la temperatura del aire, la temperatura radiante media, la velocidad del aire, la tasa metabólica y el nivel de la ropa, la humedad relativa juega un papel en el confort térmico del ser humano. De acuerdo con la norma ASHRAE 55-2017: Condiciones ambientales térmicas para la ocupación humana, el confort térmico en interiores se puede lograr a través del método PMV con humedades relativas que varían de 0 % a 100 %, dependiendo de los niveles de los otros factores que contribuyen al confort térmico. Sin embargo, el rango recomendado de humedad relativa interior en edificios con aire acondicionado es generalmente del 30-60 %.
En general, las temperaturas más altas requerirán humedades relativas más bajas para lograr el confort térmico en comparación con las temperaturas más bajas, y todos los demás factores se mantendrán constantes. Por ejemplo, con el nivel de ropa = 1, la tasa metabólica = 1.1 y la velocidad del aire 0.1 m/s, un cambio en la temperatura del aire y la temperatura radiante media de 20 °C a 24 °C bajaría la humedad relativa máxima aceptable de 100 % a 65 % para mantener las condiciones de confort térmico. La herramienta de confort térmico CBE se puede usar para demostrar el efecto de la humedad relativa en condiciones de confort térmico específicas y se puede usar para demostrar el cumplimiento con la norma ASHRAE 55-2017. Cuando se utiliza el modelo adaptativo para predecir el confort térmico en interiores, no se tiene en cuenta la humedad relativa.
Aunque la humedad relativa es un factor importante para el confort térmico, los seres humanos son más sensibles a las variaciones de temperatura que a los cambios en la humedad relativa. La humedad relativa tiene un pequeño efecto sobre el confort térmico en el exterior cuando las temperaturas del aire son bajas, un efecto ligeramente más pronunciado a temperaturas del aire moderadas y una influencia mucho mayor a temperaturas del aire más altas.

### Malestar humano causado por la baja humedad relativa
En climas fríos, la temperatura exterior provoca una menor capacidad de flujo de vapor de agua. Por lo tanto, aunque puede estar nevando y la humedad relativa en el exterior es alta, una vez que el aire entra en un edificio y se calienta, su nueva humedad relativa es muy baja, lo que hace que el aire sea muy seco, lo que puede causar molestias. La piel seca agrietada puede resultar del aire seco.
La baja humedad hace que los conductos nasales que recubren el tejido se sequen, se agrieten y se vuelvan más susceptibles a la penetración de los virus del resfriado por rinovirus. La baja humedad es una causa común de hemorragias nasales. El uso de un humidificador en las casas, especialmente en las habitaciones, puede ayudar con estos síntomas.
Las humedades relativas en interiores deben mantenerse por encima del 30 % para reducir la probabilidad de que las fosas nasales del ocupante se sequen.
Los seres humanos pueden sentirse cómodos dentro de un amplio rango de humedades, dependiendo de la temperatura, de 30 % a 70 %, pero idealmente entre 50 % y 60 %. La humedad muy baja puede crear molestias, problemas respiratorios y agravar las alergias en algunas personas. En el invierno, es recomendable mantener la humedad relativa en un 30 % o más. Las humedades relativas extremadamente bajas (por debajo del 20 %) también pueden causar irritación ocular.

### Edificios
Para el control del clima en edificios que utilizan sistemas HVAC, la clave es mantener la humedad relativa en un rango cómodo, lo suficientemente bajo para ser cómodo pero lo suficientemente alto para evitar problemas asociados con el aire muy seco.
Cuando la temperatura es alta y la humedad relativa es baja, la evaporación del agua es rápida; el suelo se seca, la ropa mojada se cuelga en una línea o se seca rápidamente, y la transpiración se evapora fácilmente de la piel. Los muebles de madera se pueden contraer, causando que la pintura que cubre estas superficies se fracture.
Cuando la temperatura es baja y la humedad relativa es alta, la evaporación del agua es lenta. Cuando la humedad relativa se acerca al 100 por ciento, se puede producir condensación en las superficies, lo que ocasiona problemas de moho, corrosión, deterioro y otros deterioros relacionados con la humedad. La condensación puede representar un riesgo para la seguridad, ya que puede promover el crecimiento de moho y podredumbre de la madera, así como también la posibilidad de congelar las salidas de emergencia.
Ciertos procesos y tratamientos de producción y técnicos en fábricas, laboratorios, hospitales y otras instalaciones requieren que se mantengan niveles específicos de humedad relativa mediante humidificadores, deshumidificadores y sistemas de control asociados.

### Vehículos
Los principios básicos para edificios, arriba, también se aplican a los vehículos. Además, puede haber consideraciones de seguridad. Por ejemplo, la alta humedad dentro de un vehículo puede ocasionar problemas de condensación, como el empañamiento de los parabrisas y el cortocircuito de los componentes eléctricos. En los vehículos y recipientes a presión como los aviones a presión, los sumergibles y las naves espaciales, estas consideraciones pueden ser críticas para la seguridad, y se necesitan sistemas complejos de control ambiental que incluyan equipos para mantener la presión.

### Aviación
Los aviones de pasajeros operan con baja humedad relativa interna, a menudo por debajo del 10 %, especialmente en vuelos largos. La baja humedad es una consecuencia de la aspiración en el aire muy frío con una baja humedad absoluta, que se encuentra en las altitudes de crucero del avión. El calentamiento posterior de este aire disminuye su humedad relativa. Esto causa molestias, como dolor en los ojos, sequedad de la piel y sequedad de la mucosa, pero no se emplean humidificadores para elevarlo a niveles cómodos de rango medio porque el volumen de agua que se necesita para llevar a bordo puede ser una importante penalización de peso. A medida que los aviones de pasajeros descienden de altitudes más frías al aire más cálido (quizás incluso volando a través de nubes a unos pocos miles de pies sobre el suelo), la humedad relativa del ambiente puede aumentar dramáticamente. Una parte de este aire húmedo generalmente se introduce en la cabina de la aeronave presurizada y en otras áreas no presurizadas de la aeronave y se condensa en la cubierta fría de la aeronave. Por lo general, se puede ver agua líquida corriendo a lo largo de la piel del avión, tanto en el interior como en el exterior de la cabina. Debido a los cambios drásticos en la humedad relativa dentro del vehículo, los componentes deben estar calificados para operar en esos entornos. Las calificaciones ambientales recomendadas para la mayoría de los componentes de aviones comerciales se enumeran en RTCA DO-160.
El aire frío y húmedo puede promover la formación de hielo, que es un peligro para las aeronaves ya que afecta el perfil del ala y aumenta el peso. Los motores de carburador tienen un mayor peligro de que se forme hielo dentro del carburador. Los informes meteorológicos de aviación (METAR), por lo tanto, incluyen una indicación de humedad relativa, generalmente en forma de punto de rocío.
Los pilotos deben tener en cuenta la humedad cuando calculan las distancias de despegue, ya que la humedad alta requiere pistas más largas y disminuirá el rendimiento de ascenso.
La altitud de densidad es la altitud relativa a las condiciones atmosféricas estándar (Atmósfera Estándar Internacional) a la que la densidad del aire sería igual a la densidad del aire indicada en el lugar de observación, o, en otras palabras, la altura medida en términos de la densidad del aire en lugar de la distancia del suelo. "Densidad de altitud" es la altitud de presión ajustada para una temperatura no estándar.
Un aumento de la temperatura y, en un grado mucho menor, la humedad, causará un aumento de la altitud de densidad. Por lo tanto, en condiciones de calor y humedad, la altitud de densidad en un lugar particular puede ser significativamente más alta que la altitud real.

## Medición
Un higrómetro es un dispositivo utilizado para medir la humedad del aire.
La humedad de una mezcla de aire y vapor de agua se determina mediante el uso de tablas psicrométricas si se conocen tanto la temperatura del bulbo seco (T) como la temperatura del bulbo húmedo (Tw) de la mezcla. Estas cantidades se estiman fácilmente mediante el uso de un psicrómetro de honda.
Existen varias fórmulas empíricas que pueden usarse para estimar la presión de vapor de equilibrio del vapor de agua en función de la temperatura. La ecuación de Antoine se encuentra entre las menos complejas de estas, con solo tres parámetros (A, B y C). Otras fórmulas, como la ecuación de Goff-Gratch y la aproximación de Magnus-Tetens, son más complicadas pero producen una mayor precisión.
La ecuación de Arden Buck se encuentra comúnmente en la literatura sobre este tema: 
{\displaystyle e_{w}^{*}=(1.0007+3.46\times 10^{-6}P)\times 6.1121\,e^{17.502T/(240.97+T)},}
donde {\displaystyle T} es la temperatura del bulbo seco expresada en grados Celsius (°C), {\displaystyle P} es la presión absoluta expresada en milibares, y {\displaystyle e_{w}^{*}} es el equilibrio Presión de vapor expresada en milibares. Buck ha informado que el error relativo máximo es inferior al 0.20 % entre −20 °C y +50 °C cuando esta forma particular de la fórmula generalizada se usa para estimar la presión de vapor de equilibrio del agua.

## El vapor de agua es independiente del aire
La noción de que el aire "retiene" el vapor de agua o está "saturado" a menudo se menciona en relación con el concepto de humedad relativa. Sin embargo, esto es engañoso: la cantidad de vapor de agua que entra (o puede entrar) en un espacio dado a una temperatura dada es casi independiente de la cantidad de aire (nitrógeno, oxígeno, etc.) que está presente. De hecho, un vacío tiene aproximadamente la misma capacidad de equilibrio para mantener el vapor de agua que el mismo volumen lleno de aire; ambos están dados por la presión de vapor de equilibrio del agua a la temperatura dada. Hay una diferencia muy pequeña que se describe en "Factor de mejora" a continuación, que puede ignorarse en muchos cálculos a menos que se requiera una alta precisión.

## Dependencia de la presión
La humedad relativa de un sistema aire-agua depende no solo de la temperatura sino también de la presión absoluta del sistema de interés. Esta dependencia se demuestra considerando el sistema de aire-agua que se muestra a continuación. El sistema está cerrado (es decir, no importa que entre o salga del sistema).
Si el sistema en el estado A se calienta isobáricamente (calentamiento sin cambio en la presión del sistema), entonces la humedad relativa del sistema disminuye porque la presión de vapor de agua en equilibrio aumenta con la temperatura en aumento. Esto se muestra en el estado B.
Si el sistema en el Estado A está comprimido isotérmicamente (comprimido sin cambios en la temperatura del sistema), entonces la humedad relativa del sistema aumenta porque la presión parcial del agua en el sistema aumenta con la reducción de volumen. Esto se muestra en el Estado C. Por encima de 202.64 kPa, la HR sería superior al 100 % y el agua podría comenzar a condensarse.
Si se cambiara la presión del Estado A simplemente agregando más aire seco, sin cambiar el volumen, la humedad relativa no cambiaría.
Por lo tanto, un cambio en la humedad relativa se puede explicar por un cambio en la temperatura del sistema, un cambio en el volumen del sistema o un cambio en ambas propiedades del sistema.

### Factor de mejora
El factor de mejora {\displaystyle (f_{w})}se define como la relación de la presión de vapor saturada del agua en el aire húmedo {\displaystyle (e'_{w})} a la presión de vapor saturada del agua pura: 
{\displaystyle f_{W}={\frac {e'_{w}}{e_{w}^{*}}}.}
El factor de mejora es igual a la unidad para los sistemas de gas ideal. Sin embargo, en sistemas reales, los efectos de interacción entre las moléculas de gas dan como resultado un pequeño aumento de la presión de vapor de equilibrio del agua en el aire en relación con la presión de vapor de equilibrio del vapor de agua pura. Por lo tanto, el factor de mejora es normalmente ligeramente mayor que la unidad para sistemas reales.
El factor de mejora se usa comúnmente para corregir la presión de vapor de equilibrio del vapor de agua cuando se usan relaciones empíricas, como las desarrolladas por Wexler, Goff y Gratch, para estimar las propiedades de los sistemas psicrométricos.
Buck ha informado que, a nivel del mar, la presión de vapor del agua en aire húmedo saturado equivale a un aumento de aproximadamente 0.5 % sobre la presión de vapor de equilibrio del agua pura.

## Conceptos relacionados
El término humedad relativa está reservado para los sistemas de vapor de agua en el aire. El término saturación relativa se usa para describir la propiedad análoga para sistemas que consisten en una fase condensable distinta del agua en una fase no condensable distinta del aire.

## Otros hechos importantes

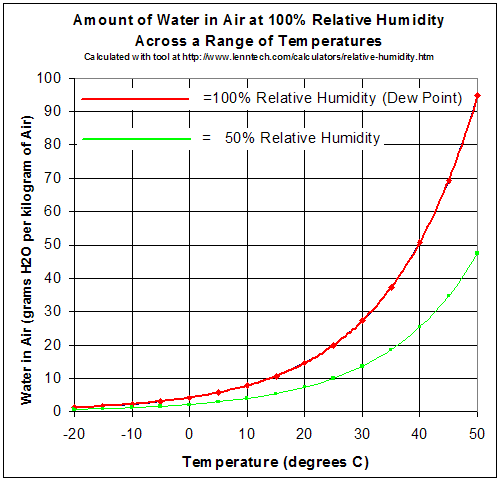

Un gas en este contexto se denomina saturado cuando la presión de vapor del agua en el aire se encuentra en la presión de vapor de equilibrio para el vapor de agua a la temperatura de la mezcla de gas y vapor de agua; El agua líquida (y el hielo, a la temperatura adecuada) no perderán masa a través de la evaporación cuando se exponen al aire saturado. También puede corresponder a la posibilidad de formación de rocío o niebla, dentro de un espacio que carece de diferencias de temperatura entre sus porciones, por ejemplo, en respuesta a la disminución de la temperatura. La niebla consiste en gotitas de líquido muy diminutas, mantenidas principalmente en el aire por el movimiento isostático (en otras palabras, las gotitas caen a través del aire a una velocidad máxima, pero como son muy pequeñas, esta velocidad terminal también es muy pequeña, por lo que, parecen suspendidas). 
La afirmación de que la humedad relativa (HR%) nunca puede estar por encima del 100 %, aunque es una buena guía, no es del todo precisa, sin una definición de humedad más sofisticada que la que se proporciona aquí. La formación de nubes, en la que las partículas de aerosol se activan para formar núcleos de condensación de nubes, requiere la sobresaturación de una parcela de aire a una humedad relativa ligeramente superior al 100 %. Un ejemplo a menor escala se encuentra en la cámara de nubes de Wilson en experimentos de física nuclear, en los cuales se induce un estado de sobresaturación para cumplir su función.
Para un punto de rocío dado y su humedad absoluta correspondiente, la humedad relativa cambiará inversamente, aunque no de manera lineal, con la temperatura. Esto se debe a que la presión parcial del agua aumenta con la temperatura, el principio operativo detrás de todo, desde secadores de cabello hasta deshumidificadores.
Debido al aumento en el potencial de una mayor presión parcial de vapor de agua a temperaturas del aire más altas, el contenido de agua en el nivel del mar puede llegar hasta un 3 % en masa a 30 °C (86 °F) en comparación con no más de aproximadamente 0.5 % en masa a 0 °C (32 °F). Esto explica los bajos niveles (en ausencia de medidas para agregar humedad) de humedad en las estructuras calentadas durante el invierno, lo que produce sequedad en la piel, picazón en los ojos y persistencia de cargas eléctricas estáticas. Incluso con saturación (100 % de humedad relativa) en el exterior, el calentamiento del aire exterior infiltrado que ingresa al interior aumenta su capacidad de humedad, lo que reduce la humedad relativa y aumenta las tasas de evaporación de las superficies húmedas del interior (incluidos los cuerpos humanos y las plantas domésticas).
De manera similar, durante el verano en climas húmedos, una gran cantidad de agua líquida se condensa a partir del aire enfriado en los acondicionadores de aire. El aire más caliente se enfría por debajo de su punto de rocío y el exceso de vapor de agua se condensa. Este fenómeno es el mismo que causa que se formen gotas de agua en el exterior de una taza que contiene una bebida helada.
Una regla práctica es que la humedad absoluta máxima se duplica por cada aumento de temperatura de 20 °F o 10 °C. Por lo tanto, la humedad relativa disminuirá en un factor de 2 por cada 20 °F o 10 °C de aumento de temperatura, asumiendo la conservación de la humedad absoluta. Por ejemplo, en el rango de temperaturas normales, el aire a 68 °F o 20 °C y 50 % de humedad relativa se saturará si se enfría a 50 °F o 10 °C, su punto de rocío y 41 °F o 5 °C El aire a 80 % de humedad relativa calentada a 68 °F o 20 °C tendrá una humedad relativa de solo 29 % y se sentirá seco. En comparación, el estándar de confort térmico ASHRAE 55 requiere sistemas diseñados para controlar la humedad para mantener un punto de rocío de 16.8 °C (62.2 °F) aunque no se establece un límite inferior de humedad.
El vapor de agua es un gas más ligero que otros componentes gaseosos del aire a la misma temperatura, por lo que el aire húmedo tiende a elevarse por convección natural. Este es un mecanismo detrás de tormentas eléctricas y otros fenómenos meteorológicos. La humedad relativa a menudo se menciona en los pronósticos e informes meteorológicos, ya que es un indicador de la probabilidad de precipitación, rocío o niebla. En el clima caluroso de verano, también aumenta la temperatura aparente para los humanos (y otros animales) al impedir la evaporación de la transpiración de la piel a medida que aumenta la humedad relativa. Este efecto se calcula como el índice de calor o humidex.
Un dispositivo utilizado para medir la humedad se llama higrómetro; El que se usa para regularlo se llama humidistato o, a veces, higrostato. (Estos son análogos a un termómetro y un termostato para la temperatura, respectivamente).